# Vaals

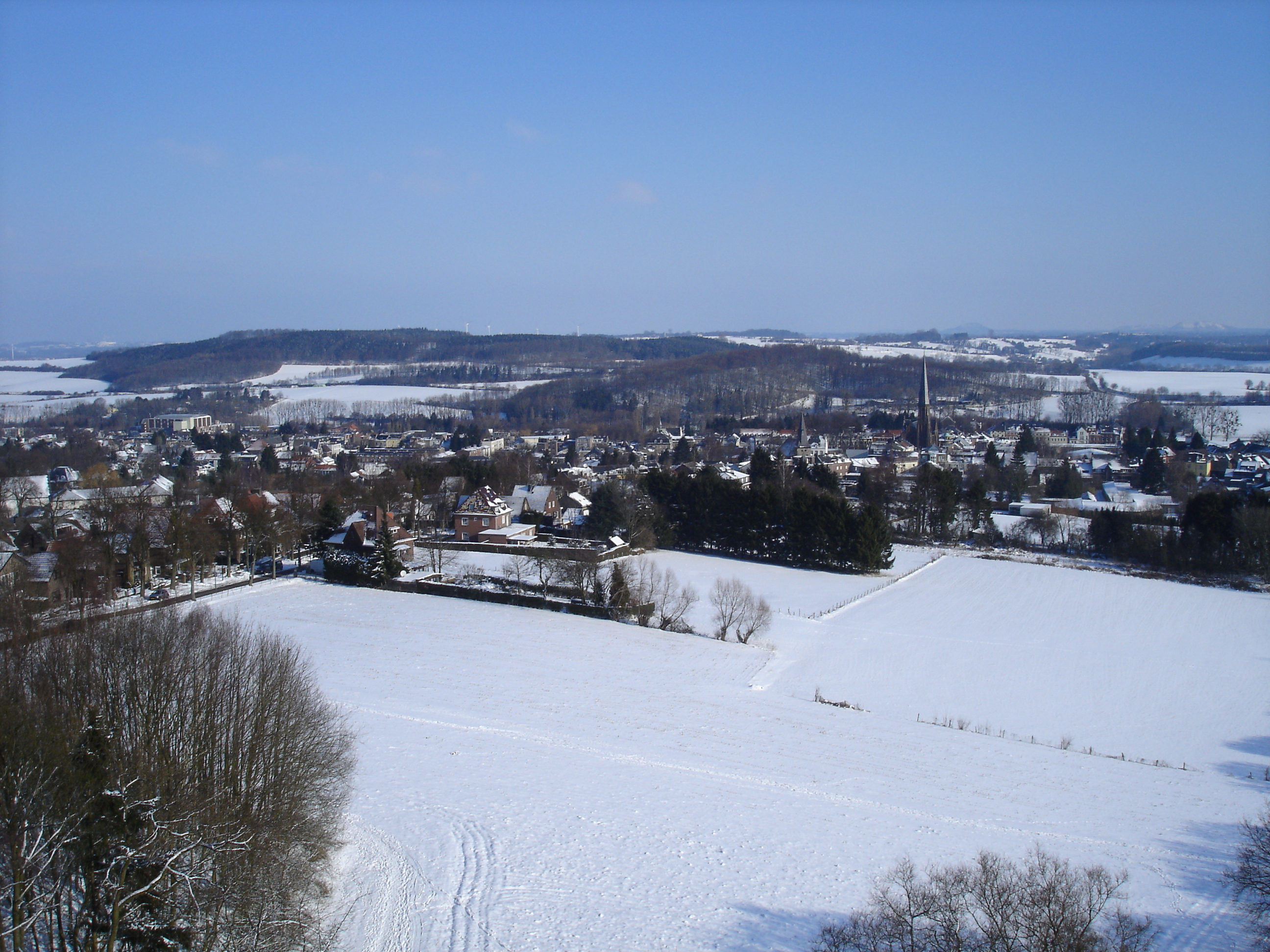
Utsikt över Vaals.

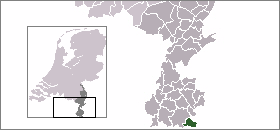
Karta

Vaals är en kommun i provinsen Limburg i Nederländerna. Kommunens totala area är 23,90 km² (där 0,01 km² är vatten) och invånarantalet är på 10 099 invånare (2020).